# Union Hill-Novelty Hill
Union Hill-Novelty Hill – jednostka osadnicza w Stanach Zjednoczonych, w stanie Waszyngton, w hrabstwie King.